# Hrabstwo Duchesne

Piramida wieku hrabstwa

Hrabstwo Duchesne (ang. Duchesne County) – hrabstwo w stanie Utah w Stanach Zjednoczonych.

## Miasta
- Altamont
- Duchesne
- Myton
- Roosevelt
- Tabiona

## CDP
- Bluebell
- Neola